# Ферн-Форест (Гаваї)
Ферн-Форест (англ. Fern Forest) — переписна місцевість (CDP) в США, в окрузі Гаваї штату Гаваї. Населення — 1150 осіб (2020).

## Географія
Ферн-Форест розташований за координатами 19°27′53″ пн. ш. 155°7′57″ зх. д. / 19.46472° пн. ш. 155.13250° зх. д. (19.464719, -155.132378).  За даними Бюро перепису населення США в 2010 році переписна місцевість мала площу 32,30 км², уся площа — суходіл.

## Демографія
Згідно з переписом 2010 року, у переписній місцевості мешкала 931 особа в 399 домогосподарствах у складі 194 родин. Густота населення становила 29 осіб/км².  Було 460 помешкань (14/км²).
Расовий склад населення:
| - 49,3 % — білих - 10,6 % — вихідців з тихоокеанських островів - 7,8 % — азіатів - 0,9 % — корінних американців - 0,8 % — чорних або афроамериканців |

До двох чи більше рас належало 30,0 %. Частка іспаномовних становила 13,5 % від усіх жителів.
За віковим діапазоном населення розподілялося таким чином: 21,4 % — особи молодші 18 років, 70,0 % — особи у віці 18—64 років, 8,6 % — особи у віці 65 років та старші. Медіана віку мешканця становила 43,9 року. На 100 осіб жіночої статі у переписній місцевості припадало 117,5 чоловіків;  на 100 жінок у віці від 18 років та старших — 120,5 чоловіків також старших 18 років.
Середній дохід на одне домашнє господарство  становив 25 813 долари США (медіана — 18 281), а середній дохід на одну сім'ю — 28 157 доларів (медіана — 20 729). За межею бідності перебувало 48,0 % осіб, у тому числі 73,2 % дітей у віці до 18 років та 14,9 % осіб у віці 65 років та старших.
Цивільне працевлаштоване населення становило 158 осіб. Основні галузі зайнятості: науковці, спеціалісти, менеджери — 24,7 %, роздрібна торгівля — 18,4 %, освіта, охорона здоров'я та соціальна допомога — 17,1 %.